# سافتبال در المپیک تابستانی ۱۹۹۶
سافتبال در بازی‌های المپیک تابستانی ۱۹۹۶ نام رویداد ورزش سافتبال در بازی‌های المپیک تابستانی بود که در سال ۱۹۹۶ برگزار شد.

## مدال‌آوران
| رویداد       | طلا | نقره | برنز |
| مسابقات زنان | ایالات متحده آمریکا (USA)لورا برگ · جیلیان باکس · شیلا کورنل-دوتی · لیزا فرناندز · میشل گرنجر · لوری هاریگن · دیونا هریس · کیم ماهر · لی اوبراین · دات ریچاردسون · جولی اسمیت · میشل اسمیت · شلی استوکس · دنی تایلر · کریستا ویلیامز | چین (CHN)An Zhongxin · Chen Hong · He Liping · Lei Li · Liu Xuqing · Liu Yaju · Ma Ying · Ou Jingbai · Tao Hua · Wang Lihong · Wang Ying · Wei Qiang · Xu Jian · Yan Fang · Zhang Chunfang | استرالیا (AUS)Joanne Brown · Kim Cooper · Carolyn Crudgington · Kerry Dienelt · Peta Edebone · Tanya Harding · Jennifer Holliday · Joyce Lester · Sally McDermid · Francine McRae · Haylea Petrie · Nicole Richardson · Melanie Roche · Natalie Ward · Brooke Wilkins |

## جدول مدال‌ها
| رتبه | تیم                       | بازی‌ها | بردها | باخت‌ها |
| ---- | ------------------------- | ------ | ----- | ------ |
|      | ایالات متحده آمریکا (USA) | ۹      | ۸     | ۱      |
|      | چین (CHN)                 | ۱۰     | ۶     | ۴      |
|      | استرالیا (AUS)            | ۹      | ۶     | ۳      |
| ۴    | ژاپن (JPN)                | ۸      | ۵     | ۳      |
| ۵    | کانادا (CAN)              | ۷      | ۳     | ۴      |
| ۶    | چین تایپه (TPE)           | ۷      | ۲     | ۵      |
| ۷    | هلند (NED)                | ۷      | ۱     | ۶      |
| ۸    | پورتوریکو (PUR)           | ۷      | ۱     | ۶      |